# بطولة الأمم الست 2013
بطولة الأمم الستة 2013 (بالإيطالية: Sei Nazioni 2013)‏ هو الموسم 119 من  بطولة الأمم الستة، كان عدد الأندية المشاركة فيه  6، وفاز فيه منتخب ويلز الوطني لاتحاد الرغبي.